# Eltchin Amirbeyov
Eltchin Amirbeyov (en azéri : Elçin Oktyabr oğlu Əmirbəyov), né le 2 janvier 1972 à Bakou, est un diplomate azerbaïdjanais. 

## Biographie
Eltchin Amirbeyov est diplômé de la faculté de traduction anglais-français de l'université des langues d'Azerbaïdjan.
De 2005 à 2017, Eltchin Amirbeyov est le premier ambassadeur d'Azerbaïdjan auprès du Saint-Siège. De 2006 à 2010, il est parallèlement ambassadeur extraordinaire et plénipotentiaire auprès de la principauté du Liechtenstein.
De 2010 à 2017, il est ambassadeur extraordinaire et plénipotentiaire en France et en même temps auprès de la principauté de Monaco.
De 2017 à 2023, il est assistant de la vice-présidente de la République d'Azerbaïdjan, Mehriban Aliyeva. Le 18 juillet 2023, il est nommé représentant du président de la République pour des missions spéciales.